# ロバート・レッドフィールド
ロバート・レッドフィールド（Robert Redfield、1897年～1958年）は、アメリカ合衆国の社会人類学者。
メキシコでの調査をもとにして、都市文明との接触による民俗社会（フォーク・ソサエティ）の文化変容を探究する。また、文化変容による置ける都市の役割に注目して、都市を同系的文化変容の都市と異系的文化変容の都市とに分類する、独自の比較都市論を展開した。

## 経歴
シカゴに生まれ、1920年にはシカゴ大学を卒業、文学士号を受け、翌年には同じ大学の法学部を卒業した。第一次世界大戦中の兵役の後は、わずかの期間ではあるが弁護士業で生計を立てていた。1923年、妻のマーガレットとメキシコに渡り、フランツ・ボアズに学んだメキシコの人類学者、マヌエル・ガミオと出会う。1924年にシカゴ大学の社会学・人類学部に再入学し、シカゴ在住のシシリー人やメキシコ人の研究を始めた。コミュニケーション学部を卒業後、同大学の法学部で法学博士号を取得し、さらに文化人類学の博士号を取得して、1927年から教鞭をとるようになった。メキシコのコミュニティ（モレロス州のテポストラン、ユカタン州のチャン・コム）からの一連の現地調査を発表した後、1950年、アメリカ芸術科学アカデミーのフェローに選出された。
1953年に『原始世界とその変容』を、1956年に『農民社会と文化』を出版した。レッドフィールドは、さらに幅広い分野の統合を進め、考古学、人類学的言語学、身体人類学、文化人類学、民族学などを含む学際的な思考のフォーラムを開催した。シカゴ大学の人類学部長であった時期に、後のSF作家カート・ヴォネガットを教え、ヴォネガットは「それまでに出会った教師のうちで最大の満足を与えてくれた」と語っている。1955年トーマス・ハックスリー記念賞受賞。

## 思想・方法
レッドフィールドは1955年に、ラテンアメリカで農民の調査をした自身の経験を書いている。彼は研究を進めるうちに、その社会を孤立した文化として扱うように訓練されてきたことに気づく。そして彼は、人々は貿易に関わり村と国家との間につながりがあること、村の文化は縛られることはなく信念や習慣が孤立していないこと、人々を孤立した単位として研究するのは意味がなく、むしろより広い視野で理解したほうがよいことを発見したのである。すべての原始社会は規模が小さく、構成員の一人一人がお互いのことをよく知り、ある人間の知識や信念は他の人間の知っていることや信じていることと同じである、そのような社会を「民俗社会 Folk Sosiety」と呼ぶことをレッドフィールドは提唱した。
1950年代の後半に出版された『リトル・コミュニティ』というレッドフィールドの著作を読んで高い評価を与えていた鶴見俊輔は、その40年後にさえ日本の社会人類学者の中でレッドフィールドの影響が小さいことを残念に思っていた。